# Manning-Gletscher
Der Manning-Gletscher ist ein 16 km langer Gletscher im ostantarktischen Mac-Robertson-Land. Vom Mawson Escarpment fließt er zwischen dem Helmore- und dem Greenall-Gletscher in westlicher Richtung zum Lambert-Gletscher.
Luftaufnahmen der Australian National Antarctic Research Expeditions (ANARE) aus den Jahren 1956 und 1960 dienten seiner Kartierung. Das Antarctic Names Committee of Australia benannte ihn nach John Manning (* 1937), der zwischen 1969 und 1974 mehrfach ANARE-Mannschaften zur Vermessung der Prince Charles Mountains geleitet hatte.